# 7552 Sephton
A 7552 Sephton (ideiglenes jelöléssel 1981 EB27) a Naprendszer kisbolygóövében található aszteroida. Schelte J. Bus fedezte fel 1981. március 2-án.